# Олешичі
Оле́шичі (Олшич, пол. Oleszyce) — місто в південно-східній Польщі. Належить до Любачівського повіту Підкарпатського воєводства. Адміністративний центр місько-сільської гміни Олешичі.

## Історія
Місто близько 1576 року заклав руський воєвода Єронім Сенявський, який також видав для нього привілей (дата невідома).
За Австрії та міжвоєнної Польщі Олешичі мали статус окремої адміністративної одиниці Любачівського повіту — ґміни.
У 1939 році в Олешичах проживало 3 500 мешканців (760 українців, 920 поляків, 1 700 євреїв і 20 німців та інших національностей).
У середині вересня 1939 року німці окупували територію ґміни, однак вже 26 вересня 1939 року мусили відступити, оскільки за пактом Ріббентропа-Молотова вона належала до радянської зони впливу, 27 вересня територія зайнята 2-им кавалерійським корпусом РСЧА. У червні 1941, з початком Радянсько-німецької війни, територія знову була окупована німецькими військами. В липні 1944 року радянські війська оволоділи цією територією.
У жовтні 1944 року західні райони Львівської області віддані Польщі. Корінне українське населення внаслідок виселення українців у 1945 році в СРСР та депортації у 1947 році в рамках операції «Вісла» вивезене зі своєї історичної батьківщини. Жителі Олешич в рядах ОУН і УПА чинили опір етноциду.

## Пам'ятки
- Церква святого Онуфрія змурована 1809 року, була парафіяльною церквою Любачівського деканату Перемишльської єпархії.[8]

## Демографія
Демографічна структура станом на 31 березня 2011 року:
|          | Загалом | Допрацездатний вік | Працездатний вік | Постпрацездатний вік |
| -------- | ------- | ------------------ | ---------------- | -------------------- |
| Чоловіки | 1580    | 327                | 1112             | 141                  |
| Жінки    | 1572    | 305                | 967              | 300                  |
| Разом    | 3152    | 632                | 2079             | 441                  |

## Відомі люди
Народилися
- Вінцентій Горецький (1845—1926) — львівський архітектор.
- Козій Григорій Васильович — ґрунтознавець, доктор біологічних наук, заслужений діяч науки УРСР.
- Йосиф Черлюнчакевич (1829—1911) — греко-католицький священик, доктор богослов'я, професор Львівського та Ягеллонського університетів.
- Пержило Володимир Миколайович (1938—2018) — український співак, композитор, диригент, етнограф, фольклорист.

Померли
- Ельжбета Гелена Сенявська — дідичка.[11]